# 阪神高速ミナミ交流プラザ
阪神高速ミナミ交流プラザ（はんしんこうそくミナミこうりゅうプラザ）は、大阪府大阪市西区南堀江にある交流スペース。愛称はLoop A（ループ・エー）。

## 概要
アメリカ村三角公園北西すぐの西横堀川清水橋跡、阪神高速1号環状線の高架下に設けられた交流スペースで、アーティストやクリエイターの集いの場、アメリカ村などの地域情報の発信、阪神高速の情報発信を主な役割としている。設立は2008年8月1日。管理や運営は、阪神高速道路株式会社、財団法人阪神高速地域交流センター、ミナミまち育てネットワーク（設立当時はミナミ活性化委員会）によって行われている。愛称の「Loop A」は、環状線の英語表記が「Loop」であることと、人と人の繋がりをイメージした「輪（loop）」と、アート（ART）の頭文字「A」に由来する。
この企画のアイデアは、「ブルーマングループ」の初代プロデューサなどで知られる、演劇プロデューサ出口最一によるものである。奈良県出身の出口は、大学卒業後に劇団四季の役者を経験しており、その後、ニューヨークに渡って演劇プロデューサとしての活動を始める。出口がプロデューサーを務めるブロードウェイ・ミュージカル・レビュー「トリップ・オブ・ラブ」のトライアウト公演の場には大阪が選ばれるなど、ニューヨークに移ってからも出口は大阪と深い繋がりを持っていた。そのような中、ミナミの活性化を目的として、アーティストの集いの場を設けるというアイデアが出口から発せられ、当時、阪神高速道路のインフォメーション施設として用いられていたスペースを改装し、Loop Aが開設されることとなった。道路に面した壁は、中の様子を見ることができるようにガラス張りとなっている。これは「興味を持って気軽に入ってもらいたい」という考えによるものだという。

## イベント
アーティストやクリエイターの集いの場として用いられており、月1回前後のペースで様々な文化的催しが開催される。そのジャンルは、アート、ファッションイベント、ストリートミュージシャンによるライブ、古典芸能などのように、文化全般に渡る。また、管理団体の一つである阪神高速道路に関連のあるイベント（『液状化ってなに？』などの科学展など）も行われる。以下に、シリーズ化されている頻出イベントを示す。
Loop A MUSIC
路上ライブなどで活躍する若手アーティストを迎えてライブを行うというイベントである。年数回開催される。後に、近隣のライブハウスとの合同企画となり、昼はLoop Aで、夜はライブハウスでのライブという構成が定番となっている。